# Sædblære
Sædblærerne, vesiculae seminales, er to sække hver på 5 cm længde som sidder bagpå urinblæren. Sammen med de to sædledere (vasa deferentia, ental: vas deferens) danner de ductus ejaculatorius som tømmer sig i urethra under dennes forløb gennem prostata.
Sædblærerne producerer et sparsomt sekret som udtømmes sidst i ejakulationen (udløsningen) og som er af betydning for sædcellernes ernæring og bevægelser.
| Anatomi | Spire Denne artikel om anatomi er en spire som bør udbygges. Du er velkommen til at hjælpe Wikipedia ved at udvide den. |